# Minokamo
Minokamo (jap. 美濃加茂市 Minokamo-shi) – miasto w prefekturze Gifu, na wyspie Honsiu (Honshū), w Japonii.

## Położenie
Miasto leży w południowej części prefektury Gifu nad rzeką Kiso.
Miasto graniczy w prefekturze Gifu z Seki i Kani.

## Galeria

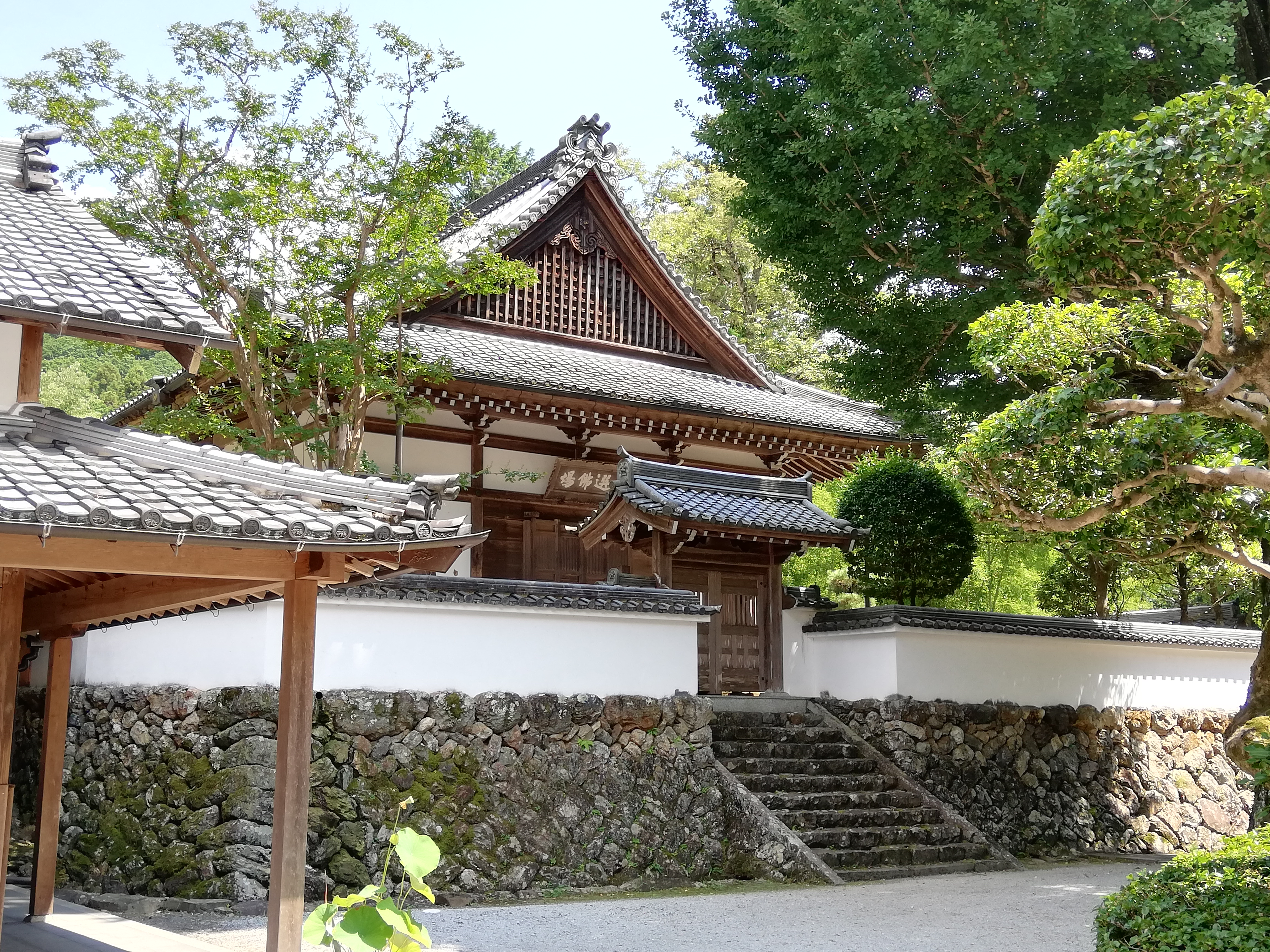
Świątynia Shōgen-ji (2021)
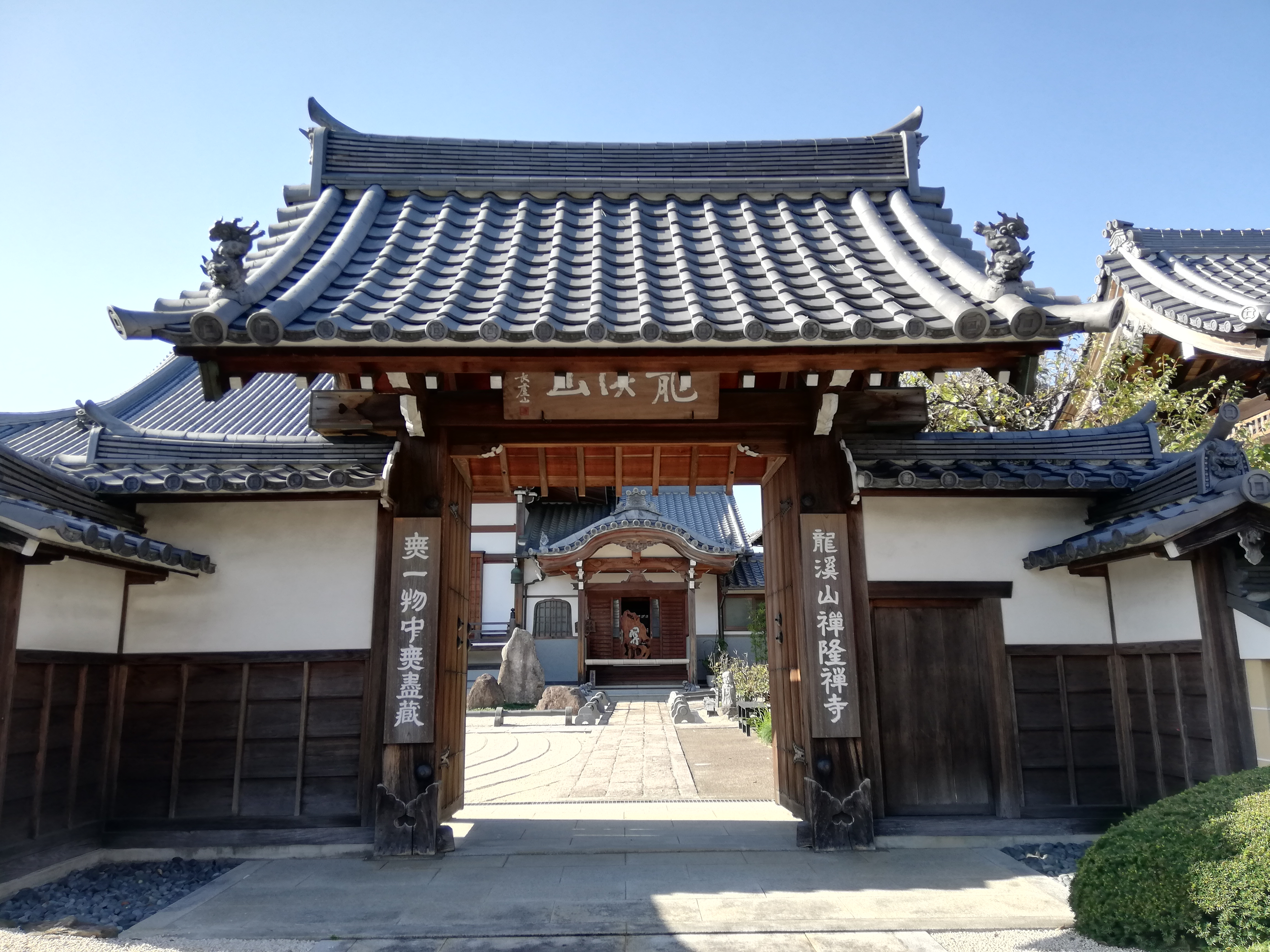
Świątynia Zenryū-ji (2021)